# Xã Plains, Quận Luzerne, Pennsylvania
Xã Plains (tiếng Anh: Plains Township) là một xã thuộc quận Luzerne, tiểu bang Pennsylvania, Hoa Kỳ. Năm 2010, dân số của xã này là 9.961 người.